# Setia turgida
Setia turgida är en snäckart som först beskrevs av John Gwyn Jeffreys 1870.  Setia turgida ingår i släktet Setia och familjen Rissoidae. Inga underarter finns listade i Catalogue of Life.